# Notre-Dame-du-Cruet
Pour les articles homonymes, voir Notre-Dame.
Notre-Dame-du-Cruet est une commune française située dans le département de la Savoie, en région Auvergne-Rhône-Alpes.

## Géographie
La commune de Notre-Dame-du-Cruet est située dans la vallée de la Maurienne, au pied du massif de la Lauzière et du col de la Madeleine.

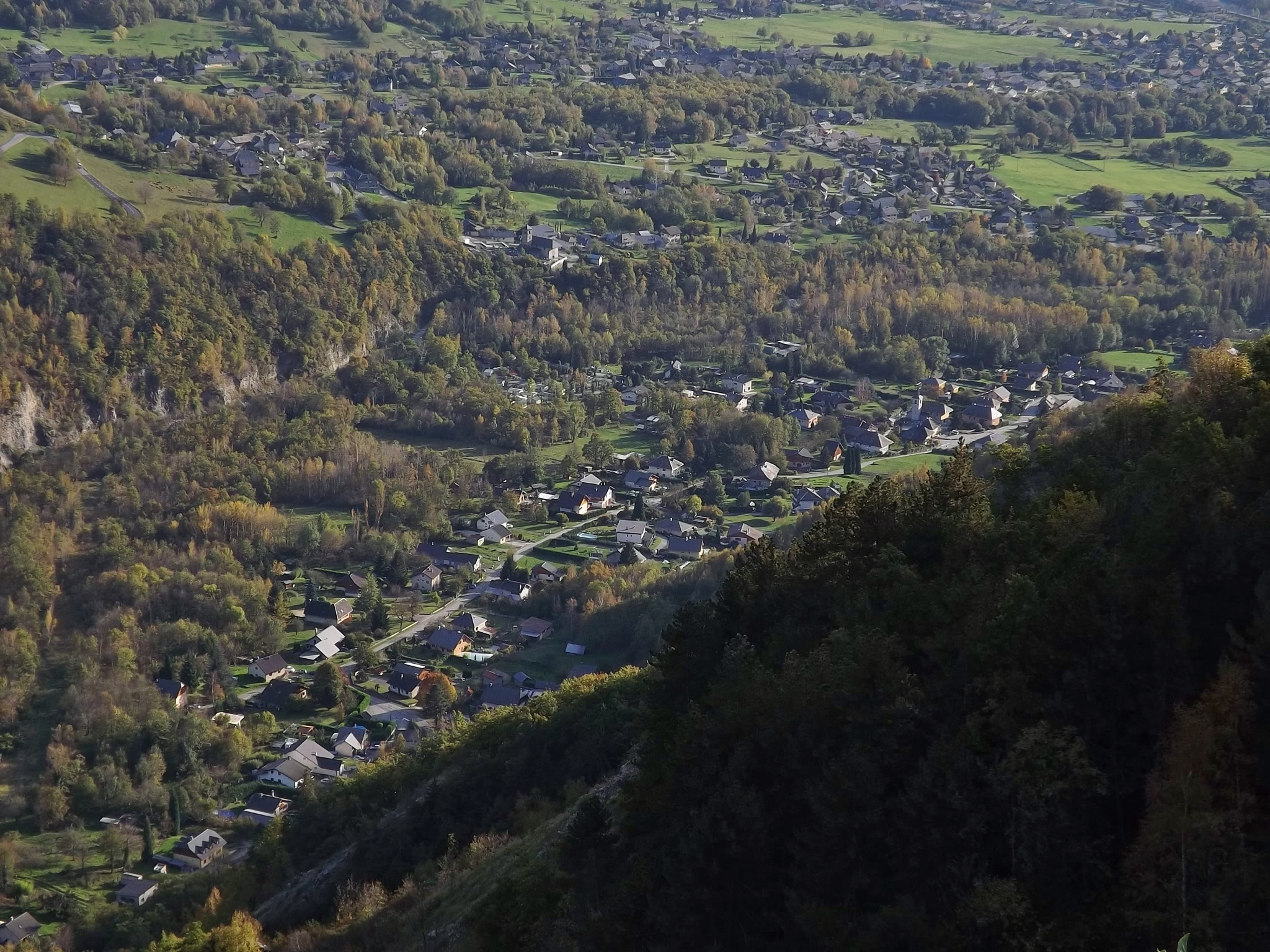
Notre-Dame-du-Cruet vue depuis les hauteurs de Montgellafrey.

### Communes limitrophes
| Montgellafrey              |                     |                             |
| Les Chavannes-en-Maurienne | Notre-Dame-du-Cruet | Saint-Martin-sur-la-Chambre |
| La Chambre                 |                     |                             |

### Climat
Pour des articles plus généraux, voir Climat d'Auvergne-Rhône-Alpes et Climat de la Savoie.
En 2010, le climat de la commune est de type climat de montagne, selon une étude du Centre national de la recherche scientifique s'appuyant sur une série de données couvrant la période 1971-2000. En 2020, Météo-France publie une typologie des climats de la France métropolitaine dans laquelle la commune est exposée à un climat de montagne ou de marges de montagne et est dans la région climatique Alpes du nord, caractérisée par une pluviométrie annuelle de 1 200 à 1 500 mm, irrégulièrement répartie en été.
Pour la période 1971-2000, la température annuelle moyenne est de 10 °C, avec une amplitude thermique annuelle de 19 °C. Le cumul annuel moyen de précipitations est de 1 284 mm, avec 10,2 jours de précipitations en janvier et 8,6 jours en juillet. Pour la période 1991-2020, la température moyenne annuelle observée sur la station météorologique de Météo-France la plus proche, « Ste Marie Cuines », sur la commune de Sainte-Marie-de-Cuines à 3 km à vol d'oiseau, est de 11,9 °C et le cumul annuel moyen de précipitations est de 856,4 mm,. Pour l'avenir, les paramètres climatiques de la commune estimés pour 2050 selon différents scénarios d'émission de gaz à effet de serre sont consultables sur un site dédié publié par Météo-France en novembre 2022.

## Urbanisme

### Typologie
Au 1er janvier 2024, Notre-Dame-du-Cruet est catégorisée commune rurale à habitat dispersé, selon la nouvelle grille communale de densité à sept niveaux définie par l'Insee en 2022.
Elle appartient à l'unité urbaine de Saint-Étienne-de-Cuines, une agglomération intra-départementale regroupant six  communes, dont elle est une commune de la banlieue,,. Par ailleurs la commune fait partie de l'aire d'attraction de Saint-Jean-de-Maurienne, dont elle est une commune de la couronne,. Cette aire, qui regroupe 26 communes, est catégorisée dans les aires de moins de 50 000 habitants,.

### Occupation des sols
L'occupation des sols de la commune, telle qu'elle ressort de la base de données européenne d’occupation biophysique des sols Corine Land Cover (CLC), est marquée par l'importance des forêts et milieux semi-naturels (77,3 % en 2018), en diminution par rapport à 1990 (91,9 %). La répartition détaillée en 2018 est la suivante : 
forêts (77,3 %), zones urbanisées (14,6 %), zones agricoles hétérogènes (8,1 %).
L'IGN met par ailleurs à disposition un outil en ligne permettant de comparer l’évolution dans le temps de l’occupation des sols de la commune (ou de territoires à des échelles différentes). Plusieurs époques sont accessibles sous forme de cartes ou photos aériennes : la carte de Cassini (XVIIIe siècle), la carte d'état-major (1820-1866) et la période actuelle (1950 à aujourd'hui).

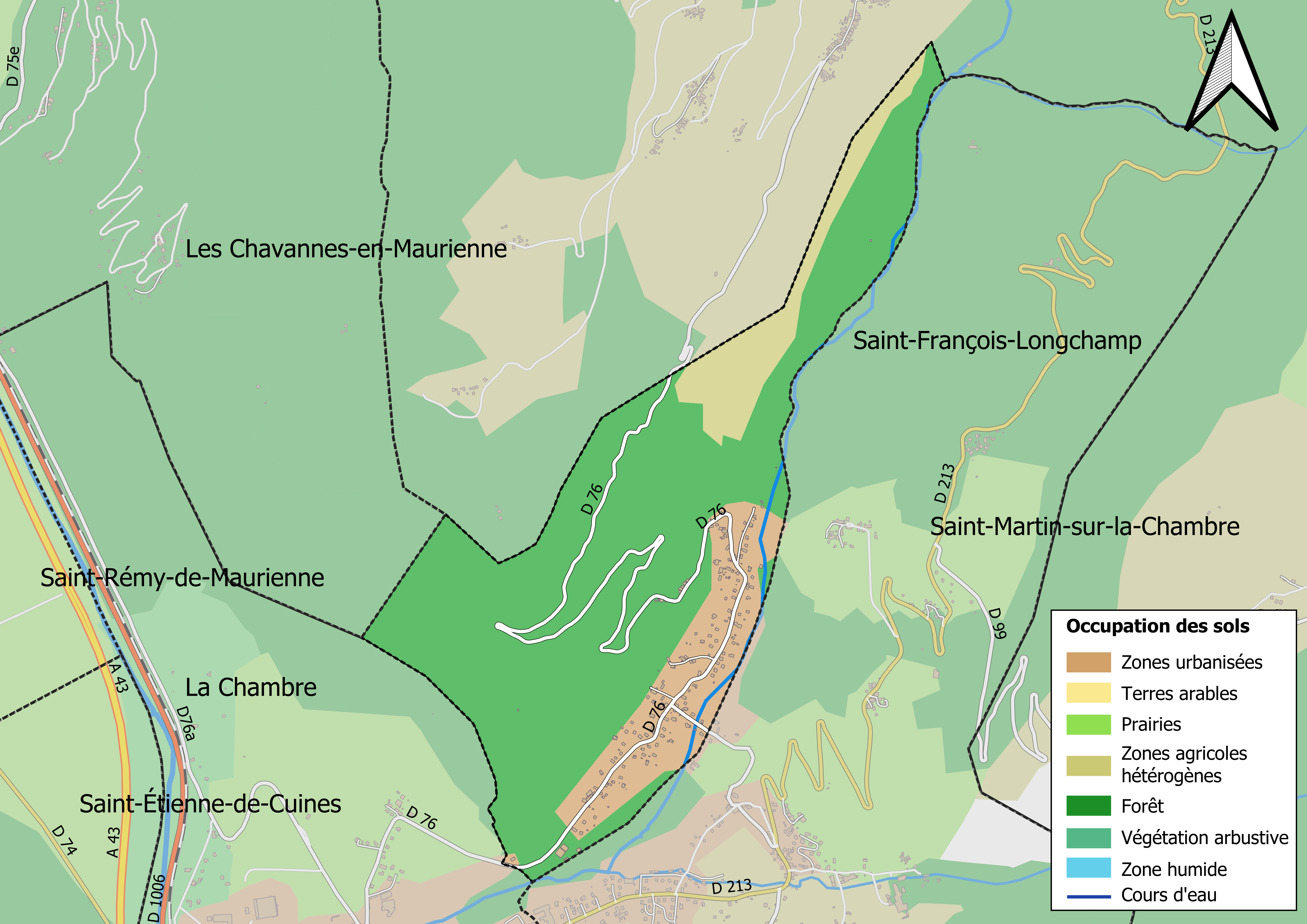
Carte des infrastructures et de l'occupation des sols en 2018 (CLC) de la commune.
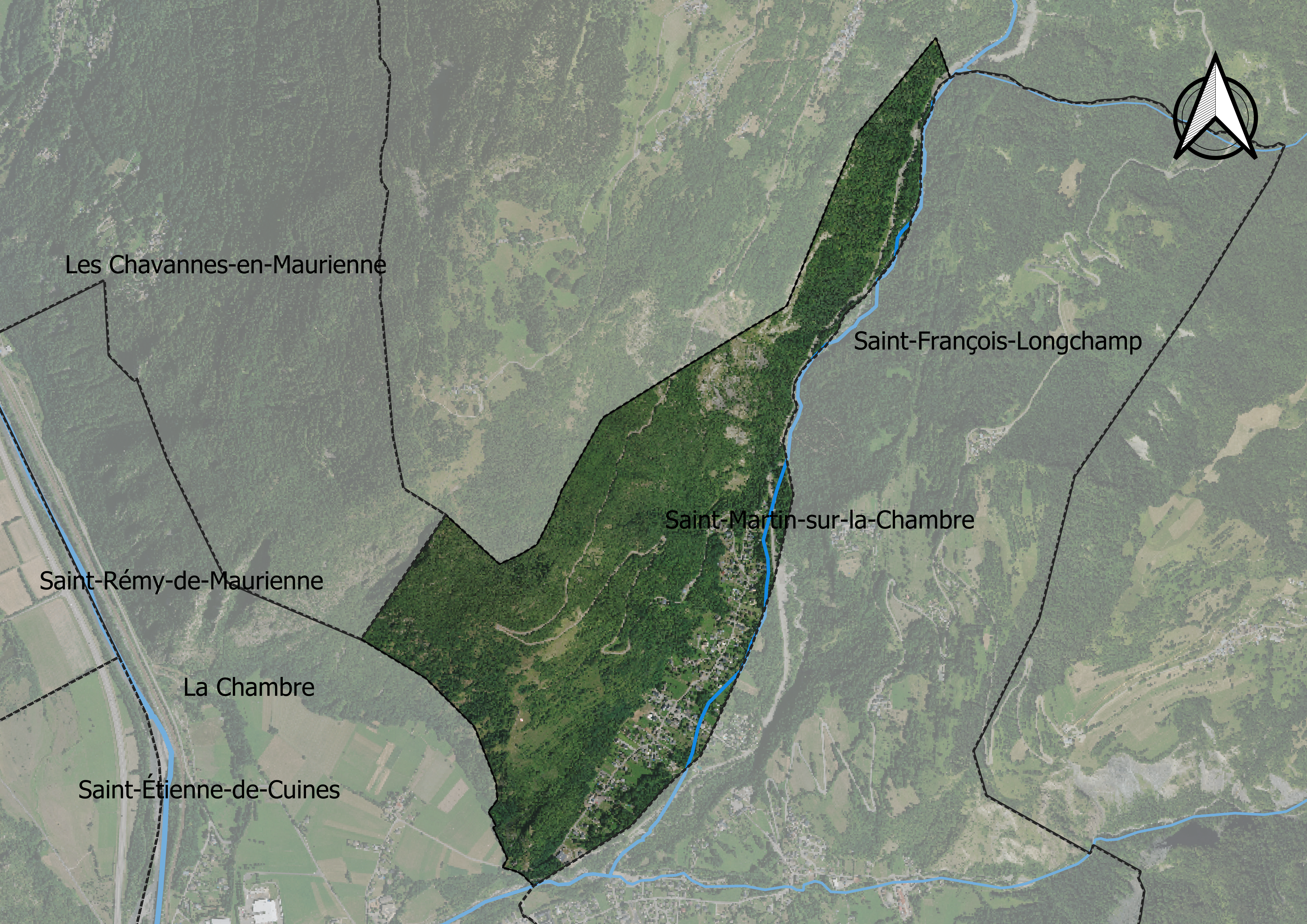
Carte orthophotogrammétrique de la commune.

## Toponymie
Le village de Notre-Dame-du-Cruet est écrit originellement sous la forme Notre-Dame-du-Cruez.
Le toponyme du village est composé de Notre-Dame et de Cruet. Cruet est originellement écrit sous la forme Cruez dérivant du mot latin crosus, désignant un « creux ». Le toponyme correspond à la localisation du village dans le fond d'un vallon. Les mentions au cours du Moyen Âge désigne le village sous les formes Parrochia de Croso (1270), Capelanus beate Marie de Croso (1322). Au XVIIe siècle, la forme Notre-Dame-du-Cruez est utilisée. Lors de l'annexion du duché de Savoie par la France, la commune est désignée par Crûet. Toujours durant cette période française, en 1801, elle devient Notre-Dame-du-Cruet.
En francoprovençal, le nom de la commune s'écrit Le Kruè, selon la graphie de Conflans.

## Politique et administration

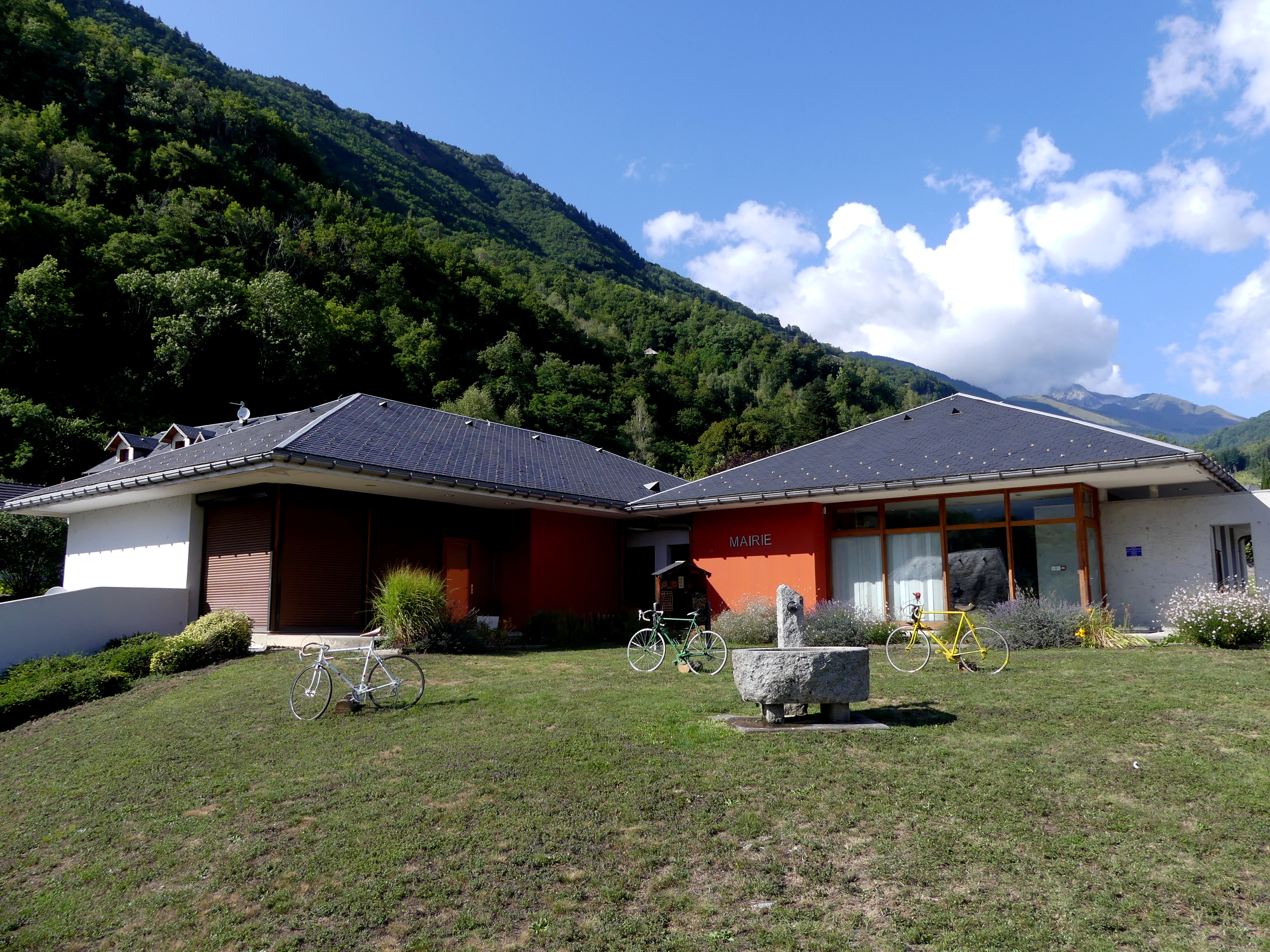
Bâtiment de la mairie.

### Administration locale
La commune fait partie du canton de La Chambre jusqu'à sa suppression en 2015. Elle est depuis rattachée à celui de Saint-Jean-de-Maurienne.

### Liste des maires
| Période                                  | Période  | Identité                | Étiquette | Qualité |
| ---------------------------------------- | -------- | ----------------------- | --------- | ------- |
| Les données manquantes sont à compléter. |          |                         |           |         |
| 1861                                     | 1865     | Grégoire Crozet         |           |         |
| 1865                                     | 1888     | Antoine Renaud          |           |         |
| 1888                                     | 1908     | François-Marie Brun     |           |         |
| 1908                                     | 1919     | Jean-François Chamorand |           |         |
| 1919                                     | 1930     | Antoine Félicien Reffet |           |         |
| 1930                                     | 1934     | François-Marie Brun     |           |         |
| 1934                                     | 1945     | François Simon Montaz   |           |         |
| 1945                                     | 1946     | Eugène Clément          |           |         |
| 1946                                     | 1954     | Joseph Brun             |           |         |
| 1954                                     | 1965     | Calixte Reffet          |           |         |
| 1965                                     | 1995     | Joseph Émile André      |           |         |
| 1995                                     | 2014     | Martine Chevessent      |           |         |
| 2014                                     | 2020     | Roger Cohendet          |           |         |
| 2020                                     | En cours | Laure Pion              |           |         |

### Intercommunalité
La commune fait partie de la communauté de communes du canton de La Chambre depuis le 1er janvier 2014.

## Population et société

### Démographie
Les habitants de la commune sont appelés les Cruellainches ou les Cruellains.

L'évolution du nombre d'habitants est connue à travers les recensements de la population effectués dans la commune depuis 1793. Pour les communes de moins de 10 000 habitants, une enquête de recensement portant sur toute la population est réalisée tous les cinq ans, les populations de référence des années intermédiaires étant quant à elles estimées par interpolation ou extrapolation. Pour la commune, le premier recensement exhaustif entrant dans le cadre du nouveau dispositif a été réalisé en 2008.

En 2022, la commune comptait 221 habitants, en évolution de −1,78 % par rapport à 2016 (Savoie : +3,63 %, France hors Mayotte : +2,11 %).
| 1793 | 1800 | 1806 | 1822 | 1838 | 1848 | 1858 | 1861 | 1866 |
| ---- | ---- | ---- | ---- | ---- | ---- | ---- | ---- | ---- |
| 124  | 110  | 167  | 164  | 171  | 180  | 212  | 190  | 178  |

| 1872 | 1876 | 1881 | 1886 | 1891 | 1896 | 1901 | 1906 | 1911 |
| ---- | ---- | ---- | ---- | ---- | ---- | ---- | ---- | ---- |
| 189  | 189  | 210  | 199  | 198  | 251  | 183  | 184  | 187  |

| 1921 | 1926 | 1931 | 1936 | 1946 | 1954 | 1962 | 1968 | 1975 |
| ---- | ---- | ---- | ---- | ---- | ---- | ---- | ---- | ---- |
| 153  | 147  | 148  | 140  | 119  | 79   | 74   | 70   | 52   |

| 1982 | 1990 | 1999 | 2006 | 2008 | 2013 | 2018 | 2022 | - |
| ---- | ---- | ---- | ---- | ---- | ---- | ---- | ---- | - |
| 61   | 87   | 135  | 178  | 190  | 219  | 228  | 221  | - |

### Manifestations culturelles et festivités
- La fête du pain se déroule chaque 1er mai.

## Culture locale et patrimoine

### Lieux et monuments
- L'église Notre-Dame-du-Cruet.

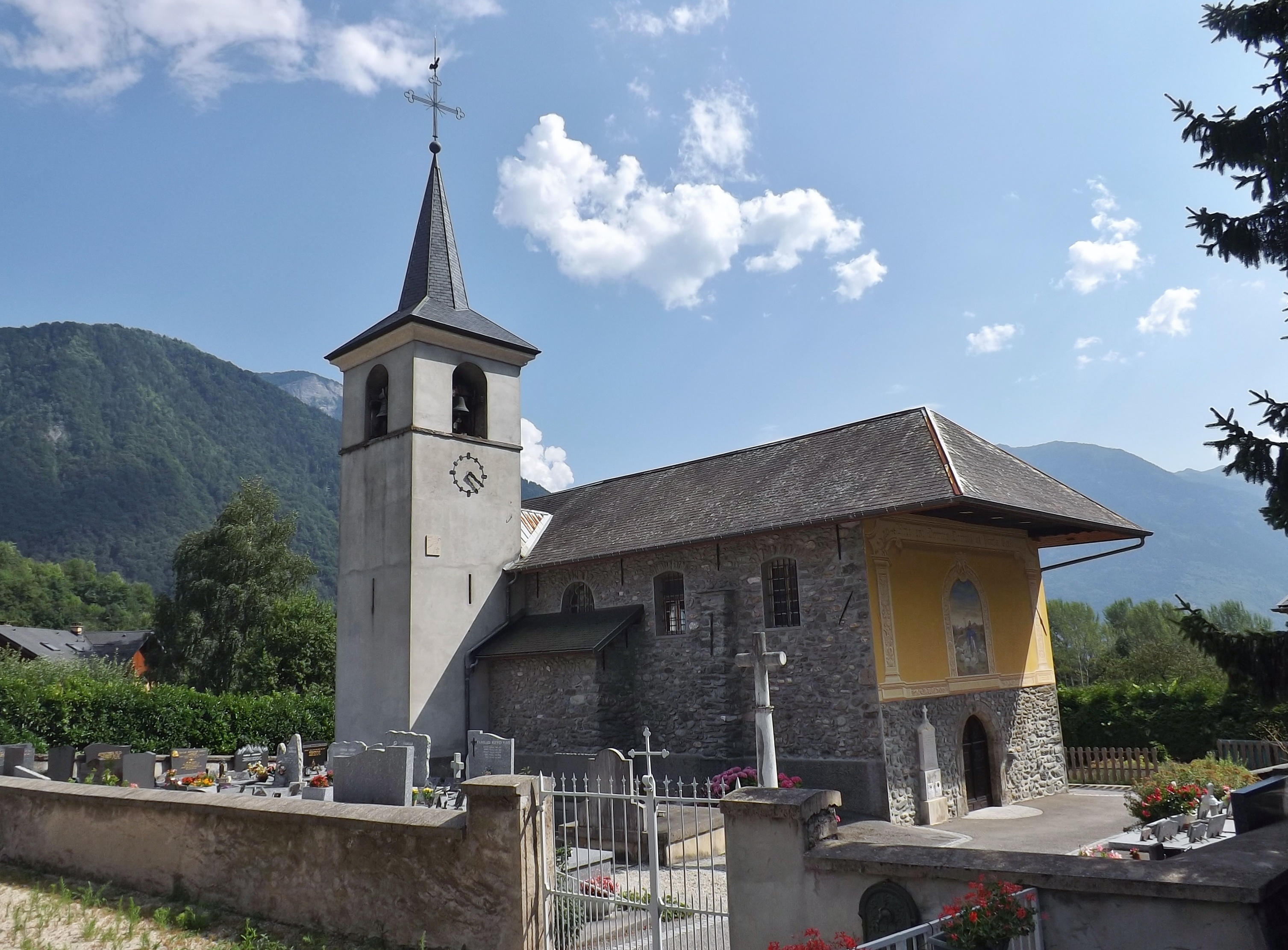
L'église de Notre-Dame-du-Cruet.

- Le château de La Chambre est édifié au XIIe siècle[20]. Il en subsiste quelques ruines.

### Personnalités liées à la commune
- Léon Chené (1905-1992), coureur cycliste qui termina 22e au Tour de France 1929